# Naga Jolokia

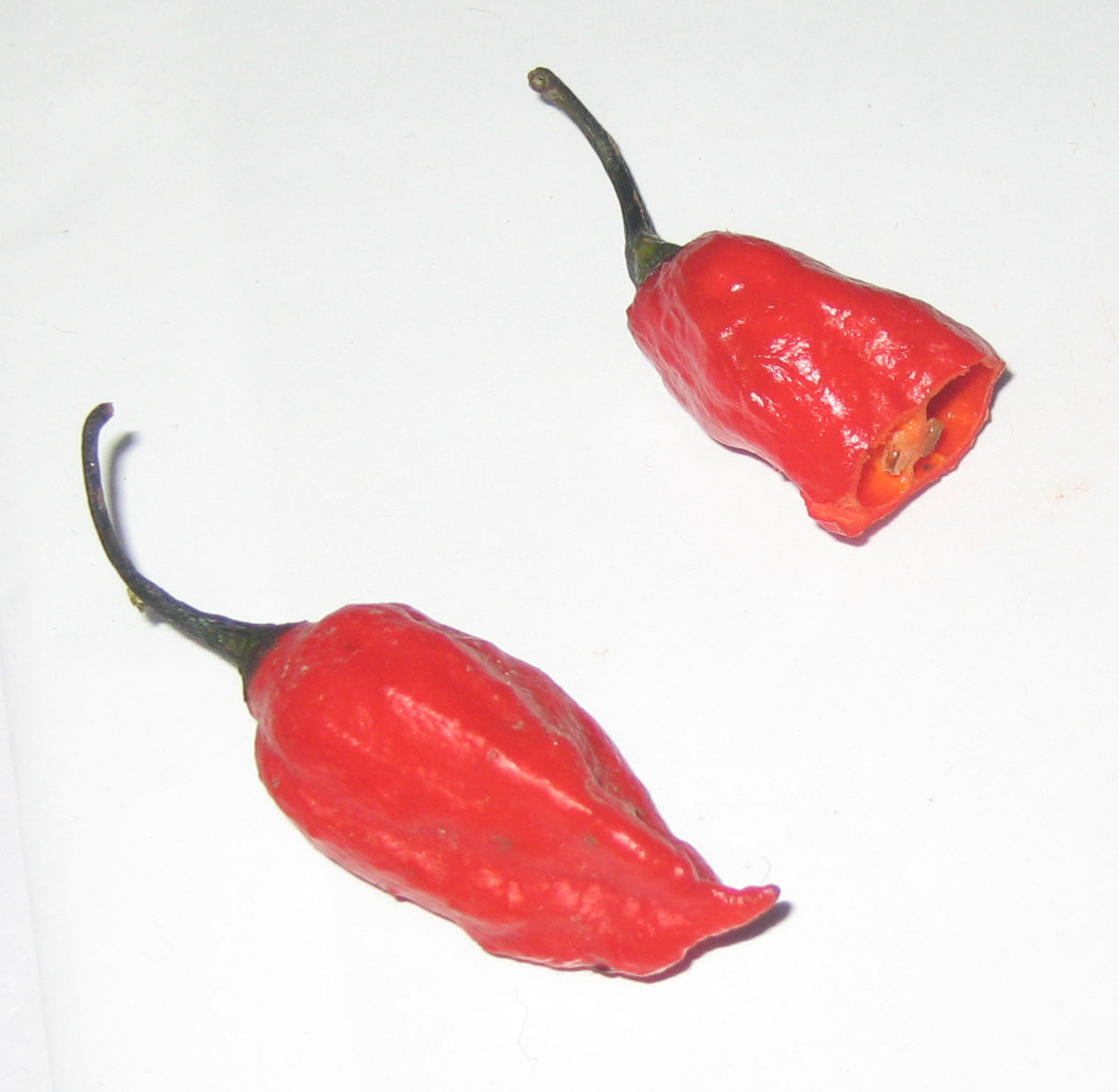
Owoce papryki ‘Naga Jolokia’

Naga Jolokia (w wolnym przekładzie z hindi: wężowa papryka chili) – kultywar papryki, którego owoce należą do grupy papryk typu chilli. Znana również jako Ghost Pepper, Borbih Jolokia, Nagahari, Bih Jolokia oraz Raja mirchi.  Dojrzałe owoce mierzą od 6 do 8,5 cm długości i między 2,2 a 3 cm średnicy. Uprawiany jest w północno-wschodnich rejonach Indii (Asam, Nagaland i Manipur) oraz w Bangladeszu. Istnieje kontrowersja, czy kultywar ten należy do gatunku papryka roczna (Capsicum annuum), czy też do gatunku Capsicum chinense (nawet badania genetyczne nie zdołały dotychczas rozstrzygnąć tej kwestii).
Do niedawna nazywana najostrzejszą papryką świata (ponad milion jednostek w skali Scoville’a). 

## Galeria

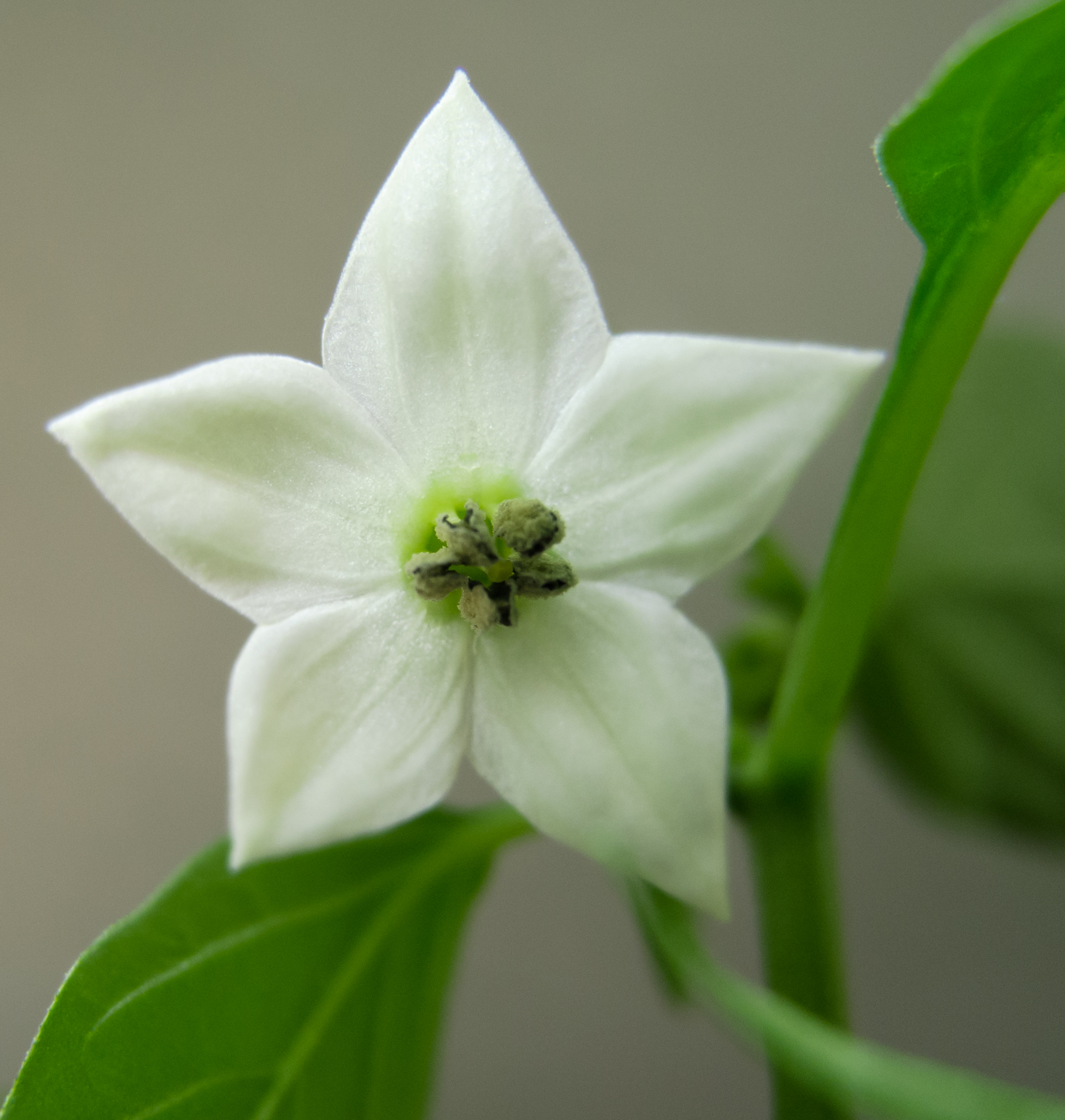
Kwiat (pięciopłatkowy)
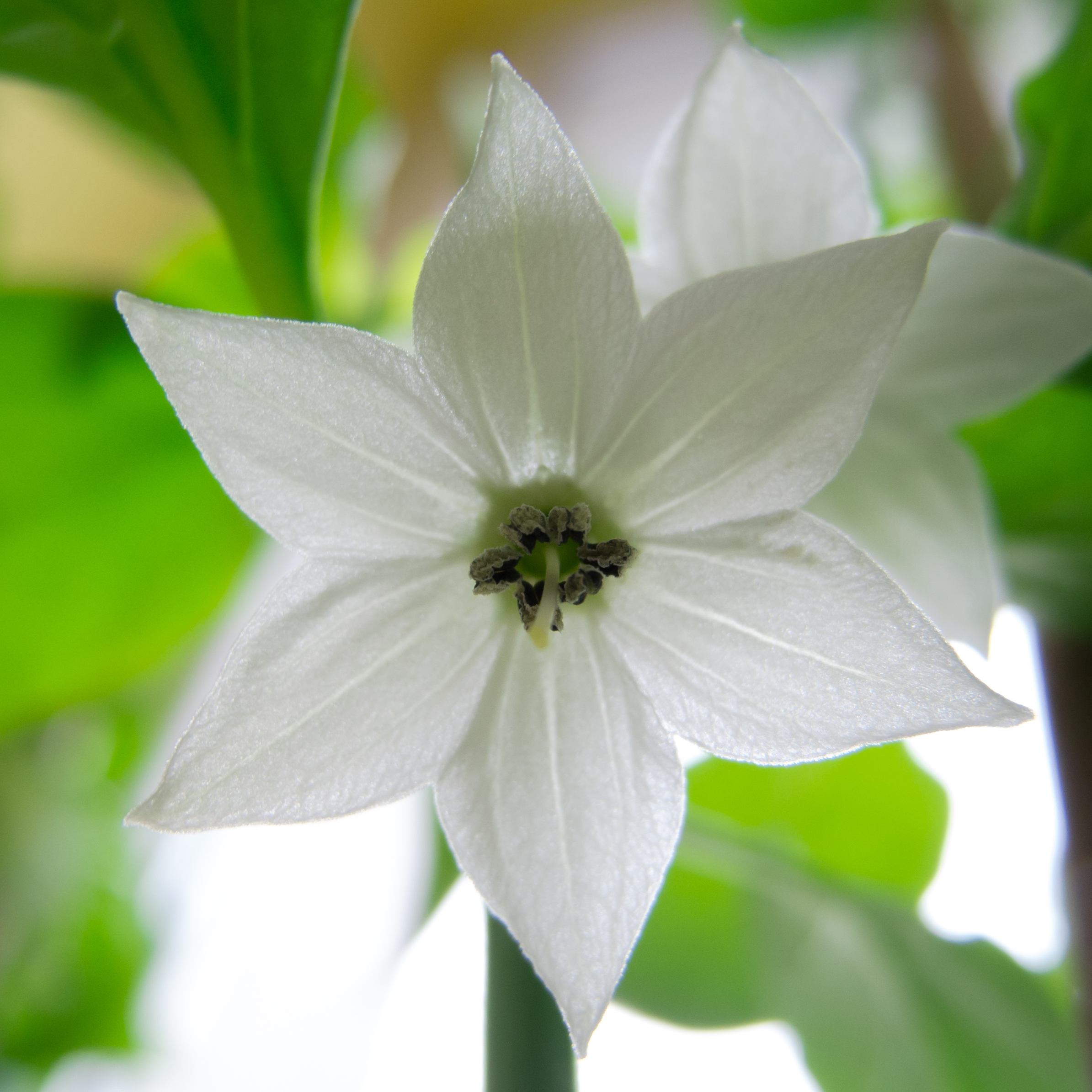
Kwiat (sześciopłatkowy)
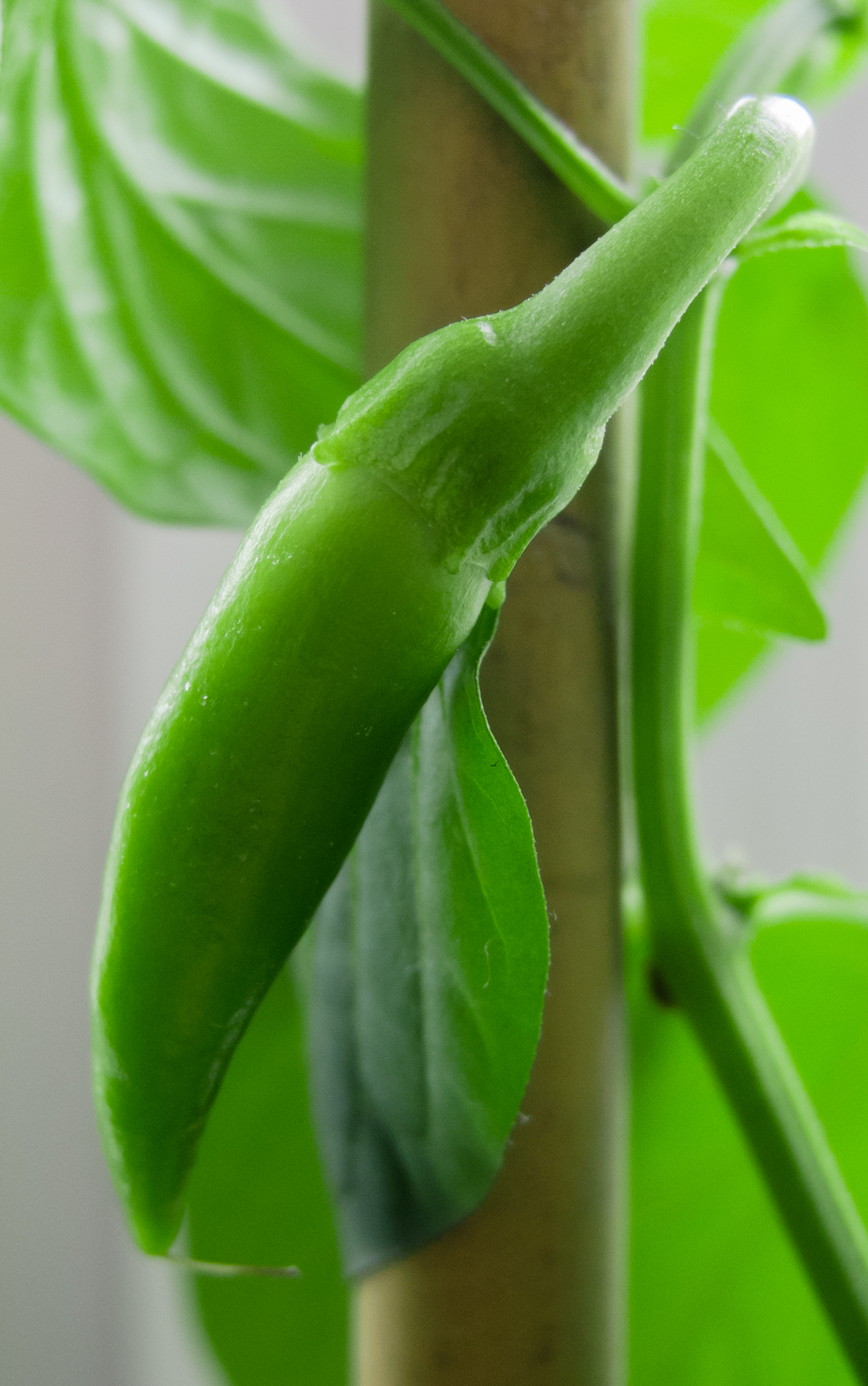
Niedojrzały owoc: średnica: 7 mm, długość: 25 mm